# Alex Zamm
Alex Zamm est un réalisateur américain. Il réalise des films depuis 1998, la plupart d'entre eux direct-to-video.
Il est également l'auteur du roman graphique de science-fiction Zero-G.

## Biographie
Zamm grandit à Woodstock (New York). Il est d'abord dessinateur pour Spy, puis travaille pour l'émission All Things Considered diffusée à la National Public Radio.
Il obtient un diplôme de l'université d'État de New York à Binghamton et étudie à la School of Visual Arts, puis au Graduate Film Program de l'université Columbia, où il est formé par des personnes telles Miloš Forman et Martin Scorsese.
Alex Zamm réalise des courts métrages et écrit des scripts qui remportent plusieurs prix, incluant des nominations pour les scénaristes Guild of America Awards et pour la Palme d'or. Comme scénariste et réalisateur, il produit des clips, des épisodes d'émission de télévision et des films tels Inspecteur Gadget 2 et Le Chihuahua de Beverly Hills 2 de Disney.
Focalisant son travail dans le domaine du divertissement familial, Zamm réalise Rendez-vous à la Maison-Blanche, Fée malgré lui 2, The Pooch And The Pauper, Docteur Dolittle 5, R.L. Stine’s: The Haunting Hour et Snow.

## Filmographie
| année    | film                                                                       | notes                                   |
| -------- | -------------------------------------------------------------------------- | --------------------------------------- |
| 1990     | Monsters                                                                   | émission de télévision                  |
| 1992     | Great Scott                                                                | émission de télévision                  |
| 1995     | Inconvenience                                                              | pilote (MTV)                            |
| 1995     | Life With Louie (en)                                                       | scénariste série télévisée              |
| 1996     | Bone Chillers (en)                                                         | scénariste (2 épisodes) série télévisée |
| 1998     | Chairman of the Board                                                      | également scénariste                    |
| 1998     | Rendez-vous à la Maison-Blanche                                            | également scénariste téléfilm           |
| 1998     | The Pooch and the Pauper                                                   | téléfilm                                |
| 2000     | Upright Citizens Brigade                                                   | série télévisée                         |
| 2000     | The Bogus Witch Project (en)                                               | producteur                              |
| 2003     | Inspecteur Gadget 2                                                        | Direct-to-DVD                           |
| 2004     | Le secret du Père Noël                                                     | téléfilm                                |
| 2007     | The Haunting Hour Volume One: Don't Think About It                         | Direct-to-DVD                           |
| 2009     | Docteur Dolittle 5                                                         | Direct-to-DVD                           |
| 2010     | Woodie's Kitchen                                                           | pilote                                  |
| 2010     | Marvin le Martien                                                          |                                         |
| 2011     | Le Chihuahua de Beverly Hills 2                                            | Direct-to-DVD                           |
| 2012     | Fée malgré lui 2                                                           | Direct-to-DVD                           |
| 2012     | Doggyblog                                                                  | série télévisée                         |
| 2014     | The Little Rascals Save the Day (en)                                       | Direct-to-DVD                           |
| 2014     | La Course au jouet 2                                                       | Direct-to-DVD                           |
| 2014     | Un Noel de princesse                                                       | téléfilm                                |
| TBA 2015 | Une couronne pour Noël (en) (Crown for Christmas, aussi A Royal Christmas) | téléfilm                                |
| 2017     | Woody Woodpecker                                                           | Direct-to-DVD                           |
| 2017     | Un festival pour Noël                                                      | téléfilm                                |
| 2019     | Une Américaine à Paris                                                     | téléfilm                                |
| 2024     | Les Baxters                                                                | série télévisée                         |